# Вартанян, Баграт Абрамович
Багра́т Абра́мович Вартаня́н (арм. Բագրատ Աբրահամի Վարդանյան; 26 августа [7 сентября] 1894, село Хзнауз Эриванской губернии Российской империи — 18 октября 1971, Ереван) — армянский советский государственный и производственный деятель, садовод, организатор и передовик сельскохозяйственного производства. Герой Социалистического Труда (1966).

## Биография
Баграт Абрамович Вартанян родился 26 августа (7 сентября) 1894 года в селе Хзнауз Эриванской губернии Российской империи (ныне село Арагац в Арагацотнской области Республики Армения), в семье рабочего. Получил неполное среднее образование. В одиннадцать лет, по наставлению отца, Баграт начал учиться ремеслу, после чего стал рабочим.
Баграт Вартанян участвовал в Первой мировой войне. После Октябрьской революции он перешёл на сторону большевиков, и на Западном фронте, под командованием Александра Мясникяна боролся против белогвардейцев. Вартанян был в плену казаков, но вскоре ему удалось сбежать из плена. В мае 1920 года вступил в ряды РКП(б)/КПСС.
С 1921 года, после установления Советской власти в Армении, Баграт Вартанян был на партийной и производственной работе. Занимал должность председателя Революционного комитета. В 1928 году в селе Такия (в дальнейшем — Базмахпюр) Аштаракского района Армянской ССР Баграт Вартанян создал и руководил коммуной осиротевших в результате Геноцида армян двухсот детей 15—19 лет. Их усилиями было основано сельскохозяйственное производство. Вскоре в коммуне была открыта семилетняя школа, где подростки получали образование. В дальнейшем Вартанян занимал различные руководящие должности в Октемберянском, Эчмиадзинском районах и в Ереване: был председателем исполкома районного совета, председателем районного союза потребительских обществ, заведующим отделом торговли правления Армкоопа. После этого Вартанян перешёл на производственную работу: был директором Ереванского завода хлопкового комитета, заместителем управляющего «Армконсервтрестом» и руководителем управления совхозов. В 1938—1939 годах занимал должность заместителя Наркома пищевой промышленности Армянской ССР. На этих должностях Вартанян активно занимался экономическим укреплением совхозов республики, а также организацией новых совхозов на целинных землях. В 1939—1948 годах он был управляющим «Армконсервтрестом».
В 1948 году Баграт Вартанян был направлен в Ноемберянский район Армянской ССР для организации совхозов промышленного плодоводства. В 1949 году Вартанян основал и стал директором совхоза «Зейтун». Территория, но которой был образован совхоз, ранее не была использована и имела каменистую почву. Территория не была снабжена водой, поскольку находилась на большой высоте от реки Дебед. В начальный период работники совхоза под руководством Вартаняна были заняты очисткой почвы от камней и колючек, и вскоре был совершён первый посев. Усилиями Баграта Вартаняна была построена Ноемберянская многоступенчатая водонапорная станция, обеспечившая водоснабжение совхоза. В совхозе «Зейтун», получившем субтропическое направление, начали выращивать маслину, инжир, гранат, фисташку, миндаль и другие культуры, а также местные плоды: персик, сливу, айву, вишню. Вскоре в совхозе «Зейтун» были сосредоточены основные площади плодовых культур северо-восточной части республики. К 1956 году в совхозе были получены первые значительные результаты: было собрано 3430 центнеров урожая плодовых культур. В 1965 году коллектив руководимого Вартаняном совхоза с каждого гектара (общая площадь составляла 395 гектаров) получил 105 центнеров косточковых плодов, вместо установленных по плану 80 центнеров. По инициативе Баграта Вартаняна в совхозе был создан парк отдыха — ботанический сад, где были посажены также растения иных климатических условий, в том числе секвойя, достигшая высоты 150 метров, благородные лавры, вечнозелёные дубы, пробковые дубы, кипарисы, гималайские кедры.
Указом Президиума Верховного Совета СССР от 30 апреля 1966 года за успехи, достигнутые в увеличении производства и заготовок винограда, плодов, овощей и картофеля Баграту Абрамовичу Вартаняну было присвоено звание Героя Социалистического Труда с вручением ордена Ленина и золотой медали «Серп и Молот».
Баграт Абрамович Вартанян также занимался общественной деятельностью. Он избирался депутатом Верховного Совета Армянской ССР II—VII созывов от Дебедашенского избирательного округа № 280 Ноемберянского района. Был членом комиссии по сельскому хозяйству Верховного Совета Армянской ССР. Вартанян был кандидатом в члены ЦК КП Армении, делегатом XXII съезда КПСС.
Баграт Абрамович Вартанян скончался 18 октября 1971 года в Ереване. Похоронен в Ереванском городском пантеоне.

## Награды
- Герой Социалистического Труда (Указ Президиума Верховного Совета СССР от 30 апреля 1966 года, орден Ленина и медаль «Серп и Молот») — за успехи, достигнутые в увеличении производства и заготовок винограда, плодов, овощей и картофеля[8].
- Орден Октябрьской Революции (8.04.1971)[8].
- Орден Трудового Красного Знамени (8.02.1944)[8].
- Орден «Знак Почёта» (23.11.1940)[8].
- Малая золотая медаль ВДНХ СССР (1961)[2].
- Большая серебряная медаль ВСХВ (1958)[2].

## Память
- 23 февраля 1972 года село Дебедашен, в котором располагался основанный Багратом Абрамовичем Вартаняном совхоз «Зейтун», был переименован в честь Вартаняна в Баграташен[10].
- В 2012 году в центральной части села Баграташен был установлен бюст Баграта Абрамовича Вартаняна[10].